# Campylandra liangshanensis
Campylandra liangshanensis är en sparrisväxtart som först beskrevs av Zheng Yin Zhu, och fick sitt nu gällande namn av M.N.Tamura, S.Yun Liang och Nicholas J. Turland. Campylandra liangshanensis ingår i släktet Campylandra och familjen sparrisväxter. Inga underarter finns listade i Catalogue of Life.